# Justicia parahyba
Justicia parahyba är en akantusväxtart som beskrevs av P.L.R.Moraes. Justicia parahyba ingår i släktet Justicia och familjen akantusväxter. Inga underarter finns listade i Catalogue of Life.